# Краснобаєва Олександра Петрівна
Краснобаєва Олександра Петрівна (*8 квітня 1922, с. Соколівка, Васильківського р-н, Київської обл. — †28 грудня 2006, с. Соколівка, Васильківського р-н, Київської обл.) — українська ланкова буряководів у колгоспі «Україна» с. Соколівка, Васильківського р-н, Київської обл., депутат сільських, районних та обласних рад Української РСР.

## Нагороди
Герой Соціалистичної Праці (Указ Президіума ВС СРСР від 8 квітня 1971 року).
Нагороджена двома орденами Леніна (1971, 1977).
Орден Трудового Червоного Прапора.
Бронзова медаль «За розвиток народного господарства СРСР» (1975).
Срібна медаль «За розвиток народного господарства СРСР» (1972, 1981, 1983, 1985).
Медаль «Ветеран праці» (1977).
Знак «Переможець соціалістичного змагання» (1973, 1974).
Знак «Ударник 9-тої п'ятирічки» (1975, 1976).
Знак «Ударник 11-тої п'ятирічки» (1983).
Знак «Ударник 10-тої п'ятирічки» (1981).
Звання «Ударник комуністичної праці» (1972).

## Депутатство

Обкладинка журналу «Хлібороб України» № 12 1975 з Краснобаєвою О. П.

Краснобаєву Олександру Петрівну неодноразово обирали депутатом Соколівської сільської ради депутатів трудящих (1967, 1971, 1980), Соколівської сільської ради народних депутатів (1982, 1984, 1987, 1990), Васильківської районної ради депутатів трудящих Київської області (1971, 1975), Васильківської районної ради народних депутатів Київської області (1987, 1988), Київська обласна рада народних депутатів Української РСР (1975,1977, 1982).